# Südwestlicher Verwaltungsbezirk (Moskau)
Der Südwestliche Verwaltungsbezirk (russisch Юго-Западный административный округ/ Jugo-Sapadny administratiwny okrug) ist einer der zwölf Verwaltungsbezirke der russischen Hauptstadt Moskau.

## Lage
Der südwestliche Verwaltungsbezirk befindet sich am südwestlichen Rande des Stadtgebietes von Moskau.

## Beschreibung
Der südwestliche Verwaltungsbezirk enthält 12 Stadtteile. Im Bezirk leben mehr als 1 Million Menschen. An die Stadtteile Jassenewo und Tjoply Stan grenzt der Bitza-Park, einer der größten Stadtwälder auf dem Gebiet der russischen Hauptstadt.
In diesem Bezirk liegt an der Grenze zum benachbarten Westlichen Verwaltungsbezirk am Lenin-Prospekt (welcher die Stadtbezirksgrenze darstellt) 95A die Rechts- und Konsularabteilung der deutschen Botschaft, derzeit in einer provisorischen Unterkunft auf dem Gelände der ehemaligen DDR-Botschaft und -Handelsvertretung.

## Stadtteile im Südwestlichen Verwaltungsbezirk
- Akademitscheski
- Gagarinski
- Jassenewo
- Juschnoje Butowo
- Konkowo
- Kotlowka
- Lomonossowski
- Obrutschewski
- Sewernoje Butowo
- Sjusino
- Tjoply Stan
- Tscherjomuschki

## Ausgewählte Sehenswürdigkeiten
- Bitza-Park
- Snowboardpark „Uskoje“